# Jean Cocteau

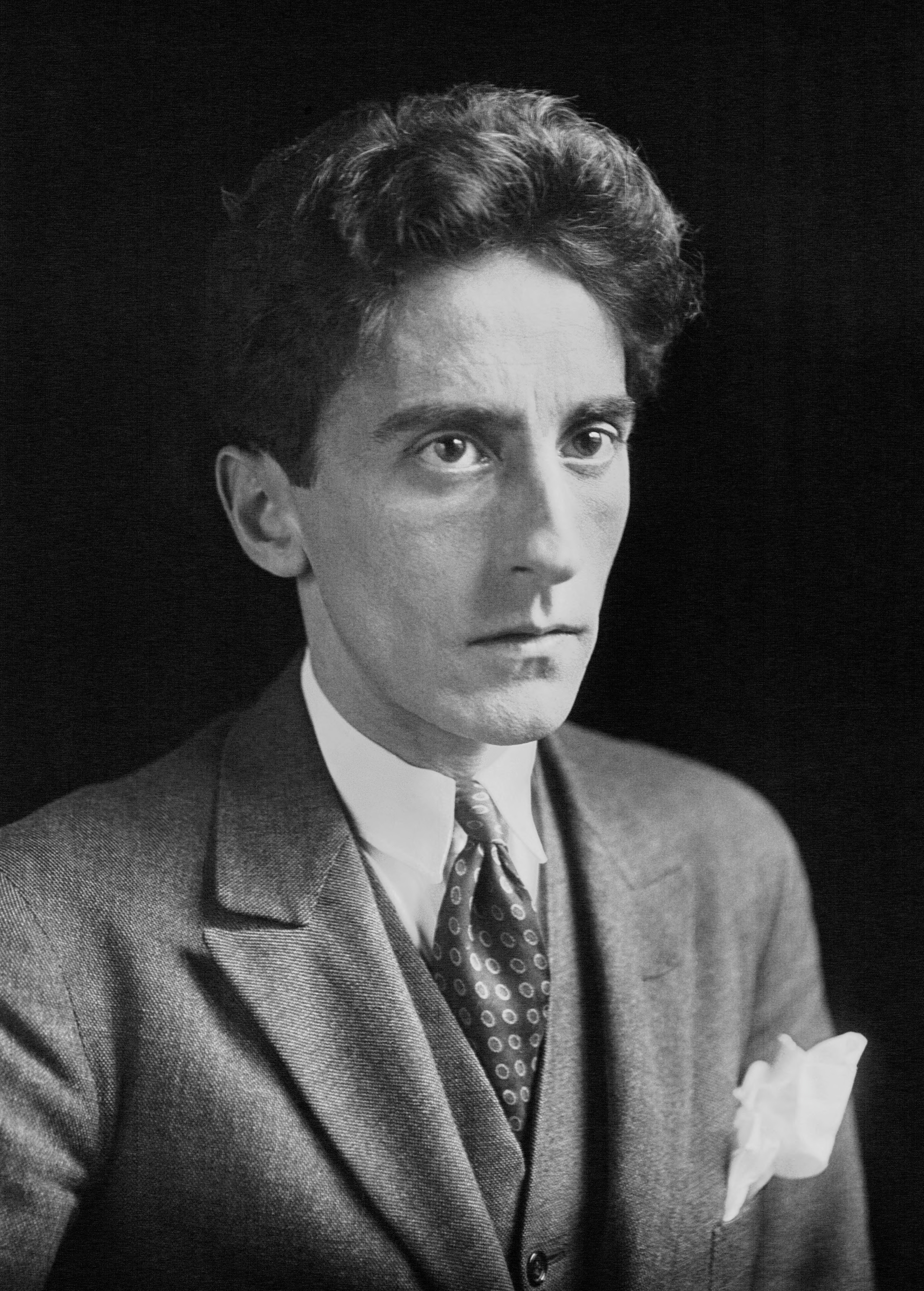
Jean Cocteau im Jahr 1923

Jean Maurice Eugène Clément Cocteau (* 5. Juli 1889 in Maisons-Laffitte bei Paris; † 11. Oktober 1963 in Milly-la-Forêt bei Paris) war ein französischer Schriftsteller, Filmregisseur und Maler.

## Leben

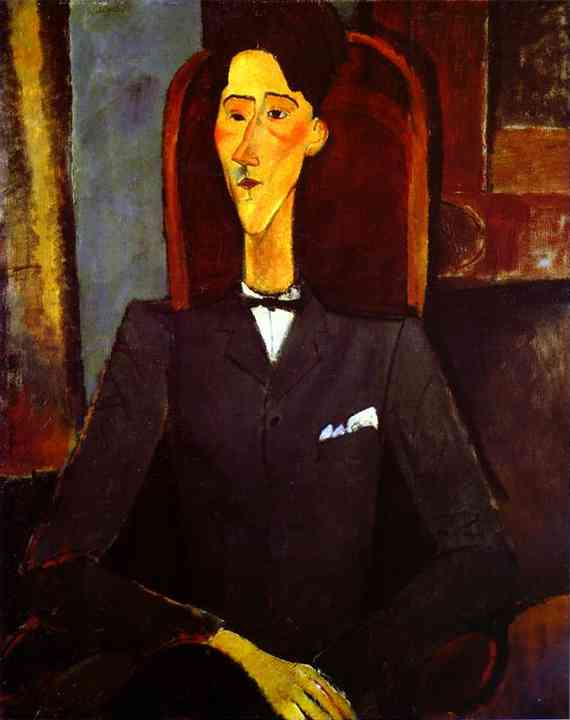
Amedeo Modigliani: Porträt von Jean Cocteau, Öl auf Leinwand, 1916

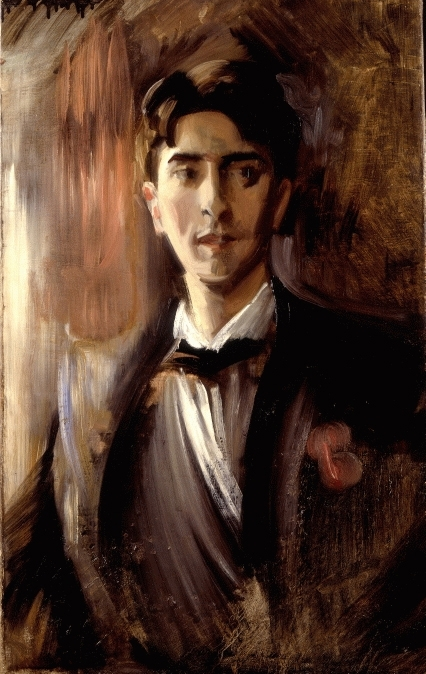
Federico de Madrazo de Ochoa: Jean Cocteau, Öl auf Leinwand, um 1910/1912

Jean Cocteau kam am 5. Juli 1889 in der Nähe von Paris zur Welt. Er hatte eine ältere Schwester, Marthe (1877–1958), und einen älteren Bruder, Paul (1881–1961). Er unternahm mit seiner Mutter ausgedehnte Reisen, wobei sich seine dichterische Begabung schon früh abzeichnete. Cocteau besuchte das Lyzeum Condorcet. Sein Vater, ein Rechtsanwalt, starb durch Suizid, als Cocteau zehn Jahre alt war. Mit 17 Jahren veröffentlichte er erste Gedichte. 1909 erschienen seine ersten Gedichtbände La Lampe d’Aladin und Le prince frivole, welche ihn bekannt machten. Weitere wertvolle Anregungen gaben ihm seine literarischen Freundschaften, die er mit Edmond Rostand, Marcel Proust, Catulle Mendès und André Gide schloss. Nebenher versuchte er sich in der Darstellung des Balletts und lernte Igor Strawinski kennen. Seinen ersten Roman Potomac verfasste er 1913.
Nach Beginn des Ersten Weltkrieges meldete sich Cocteau freiwillig zum Dienst in der Armee. Er wurde als frontuntauglich befunden und organisierte Verwundetentransporte mit Privatwagen. Wegen illegaler Betätigung wurde er verhaftet und später rehabilitiert. Als er zurückkam, schrieb er 1917 das Libretto für das kubistische Ballett Parade. Das Bühnenbild und die Kostüme schuf Pablo Picasso, die Musik Erik Satie, und die Choreografie war von Léonide Massine. Die Tänzer gehörten zur Truppe der Ballets Russes. Jean Cocteau schrieb außergewöhnliche Theaterstücke wie Orphée (1926; Vorlage für seinen gleichnamigen Film von 1950) und La machine infernale (1932). Er verfasste weitere Gedichtbände und wurde auch als Romanautor bekannt.
Cocteau galt als Universalkünstler und entwickelte sich immer mehr zum maître de plaisir von Paris. Er hatte als Schriftsteller in vielen Bereichen seine Begabung, sei es in der Lyrik, beim Aphorismus, bei einer Kurzgeschichte, einer Novelle, einem Roman, Drama oder einem Drehbuch. Daneben arbeitete er auch erfolgreich in der Malerei und der Zeichnung. Unter dem Eindruck der Malerei Pablo Picassos und der Surrealisten übernahm er verschiedene Stilarten der letzten Jahrzehnte. Cocteau war stets im Austausch mit Künstlern und Filmemachern wie etwa Charlie Chaplin.

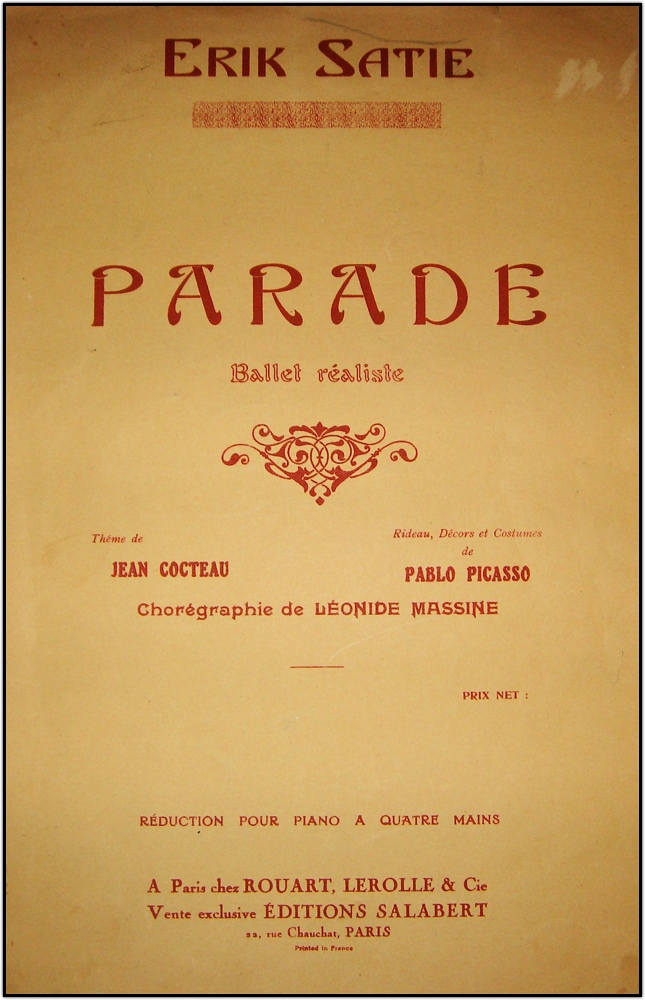
Titelblatt Parade, Rouart, Lerolle & Cie., Éditions Salalbert, Paris 1917 (Klavierfassung für vier Hände)

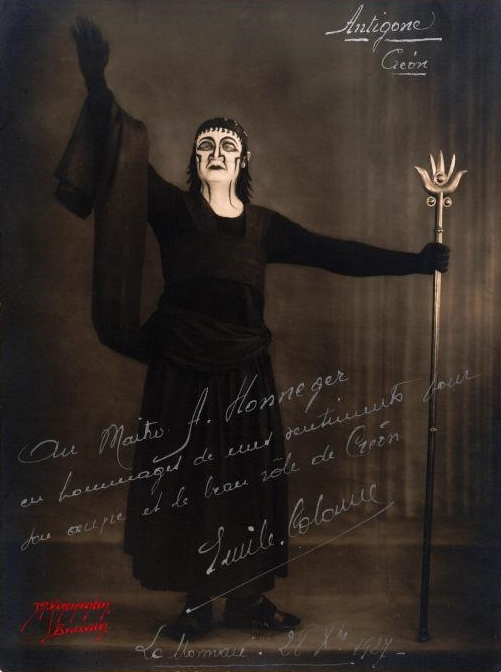
Émile Colonne als Créon in Arthur Honeggers Antigone, Libretto: Jean Cocteau, Kostüme: Coco Chanel, Bühnenbild: Pablo Picasso, 1927

Anfang der 1930er Jahre drehte Cocteau seinen ersten Spielfilm, Le sang d’un poète (dt. Das Blut eines Dichters), mit dem er neue Wege beschritt. Diese lösten beim Publikum zuerst Protest aus, doch folgten darauf einige Filme, die alle Filmgeschichte geschrieben haben. Im Laufe der Zeit wirkte er als Regisseur, Drehbuchautor bzw. als Schauspieler bei mehreren Filmen mit. Für den Film Der Zauberlehrling (1933), in dem der ins französische Exil geflüchtete, sehr erfolgreiche deutsche Tänzer Jean Weidt die Hauptrolle spielte, entwarf Cocteau die Figur des Zauberlehrlings. Regie führte der ebenfalls ins Exil geflohene Max Reichmann. Cocteau war mit Jean Marais befreundet, dem er gerne Rollen auf den Leib schrieb. Daher gilt Cocteau auch als Entdecker von Jean Marais. Von den 20er Jahren bis an sein Lebensende war Cocteau zudem eng mit dem im Nationalsozialismus führenden deutschen Bildhauer Arno Breker befreundet. Auch in der Zeit der deutschen Besatzung Frankreichs 1940–1944 bekannte sich Cocteau öffentlich zu dieser persönlichen Freundschaft. Im Mai 1942 nahm Cocteau an der Eröffnung der Retrospektive Arno Brekers im Musée de l’Orangerie teil und veröffentlichte aus diesem Anlass ein Gedicht als Hommage an Breker, erschienen unter dem Titel „Salut à Breker“ in der Pariser Kulturzeitschrift Comœdia und provozierte damit diejenigen französischen Freunde, die der Kollaboration kritisch gegenüberstanden. Cocteaus Nähe zu Breker und zu der deutschen Botschaft unter Otto Abetz steht andererseits eine distanzierte Haltung gegenüber der Vichyregierung gegenüber, die Theaterstücke und Schriften Cocteaus zensierte und in der unbesetzten Zone verbot. Cocteau und Marais saßen Breker Modell für die Gestaltung von Porträtbüsten. 1947 kaufte Cocteau ein großes Landhaus in Milly-la-Forêt, das heute als Museum öffentlich zugängig ist.
Seine Kostüme und Bühnenbilder entwarf er oft selbst. Für Aufsehen sorgten seine monumentalen Decken- und Wandgemälde, zum Beispiel im Trauungssaal des Rathauses von Menton (1958) und in der Kirche Notre Dame de France in London (1956).
1949 veranstaltete Jean Cocteau in Biarritz das « Féstival du Film Maudit » (dt. wörtlich: „Festival des verfemten Films“), bei dem „in ihrer Art eigenwillige oder besondere Streifen“ gezeigt wurden, darunter Erich von Stroheims Gier.
1954 wurde er Mitglied der Akademie der Künste in Frankreich und Belgien. 1955 wurde er als Nachfolger von Jérôme Tharaud in die Académie Française aufgenommen und damit im gesamten Land endgültig als kulturelle Autorität anerkannt. 1957 wurde er als auswärtiges Ehrenmitglied in die American Academy of Arts and Letters gewählt.
Mit 70 Jahren wurde Cocteau am 30. Juni 1960 in Forges-les-Eaux zum französischen Dichterfürsten gewählt.
Wegen einer Opiumvergiftung musste Cocteau, der viele Jahre drogenabhängig war, medizinisch behandelt werden. Cocteau war bisexuell und hatte neben Beziehungen zu Männern (unter anderem Jean Marais) auch mehrere Beziehungen zu Frauen, darunter Natalia Pawlowna Paley (1905–1981), eine Romanow-Prinzessin. Er veröffentlichte mehrere Werke, in denen er Homophobie scharf kritisierte.

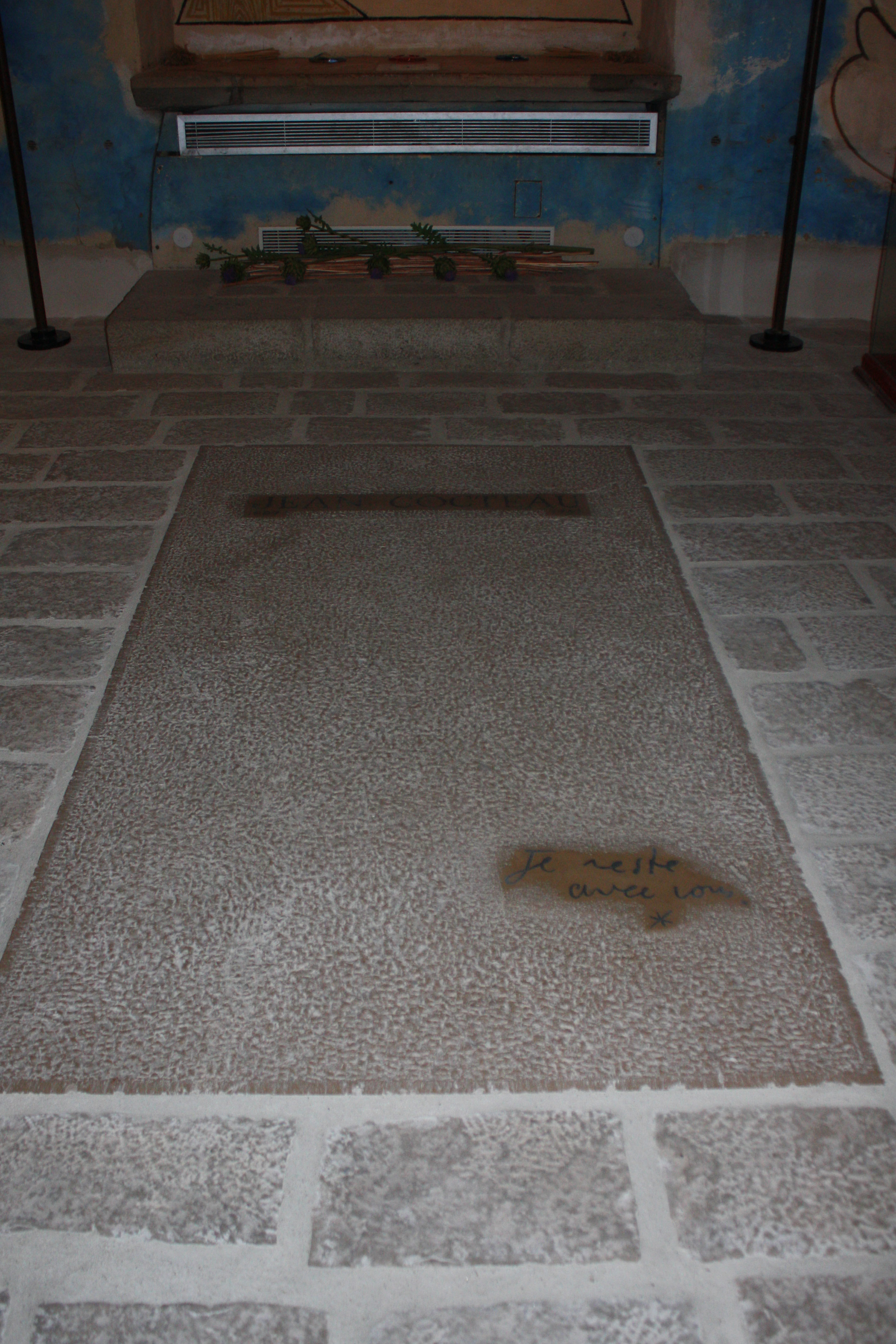
Grabstätte Jean Cocteaus in der Chapelle Saint-Blaise in Milly-la-Forêt

Er starb am 11. Oktober 1963, ein halbes Jahr nach seinem Herzinfarkt im April 1963, und einen Tag nach dem Tod seiner Freundin Édith Piaf, für die er 1940 den höchst erfolgreichen Einakter Le Bel Indifférent geschrieben hatte und für die er angeblich mehr als nur freundschaftliche Gefühle hegte. Vielfach wurde kolportiert, dass sein Herz versagte, als er die Nachricht von Piafs Tod erhielt, zum Teil wurden die beiden in Schlagzeilen sogar als Brautpaar des Todes bezeichnet. Cocteau starb aber in seinem Landhaus viele Stunden später. Wenige Tage vor dessen Tod schrieb Louis Amade den Text für ein Chanson, betitelt Quand il est mort, le poète („Wenn der Dichter tot ist“), mit dem Amade ausdrücklich Cocteau ehren wollte und das der Komponist und Sänger Gilbert Bécaud auf Schallplatte veröffentlichte. Jean Cocteau wurde in der Chapelle Saint-Blaise in Milly-la-Forêt begraben. Zur Trauerfeier wurde das von Breker geschaffene Bronze-Bildnis in der Kapelle aufgestellt. Ein Exemplar des Cocteau-Porträts befindet sich im Museum Europäische Kunst Schloss Nörvenich. Im Jahr 1964 wurden posthum Arbeiten von ihm auf der documenta III in Kassel gezeigt.
Er veranlasste, dass sein Tagebuch erst nach seinem Tod herausgegeben werden sollte. Daher erschien es zu seinem 100. Geburtstag im Jahre 1989 unter dem Titel Le passé defini.

## Künstlerische Bedeutung

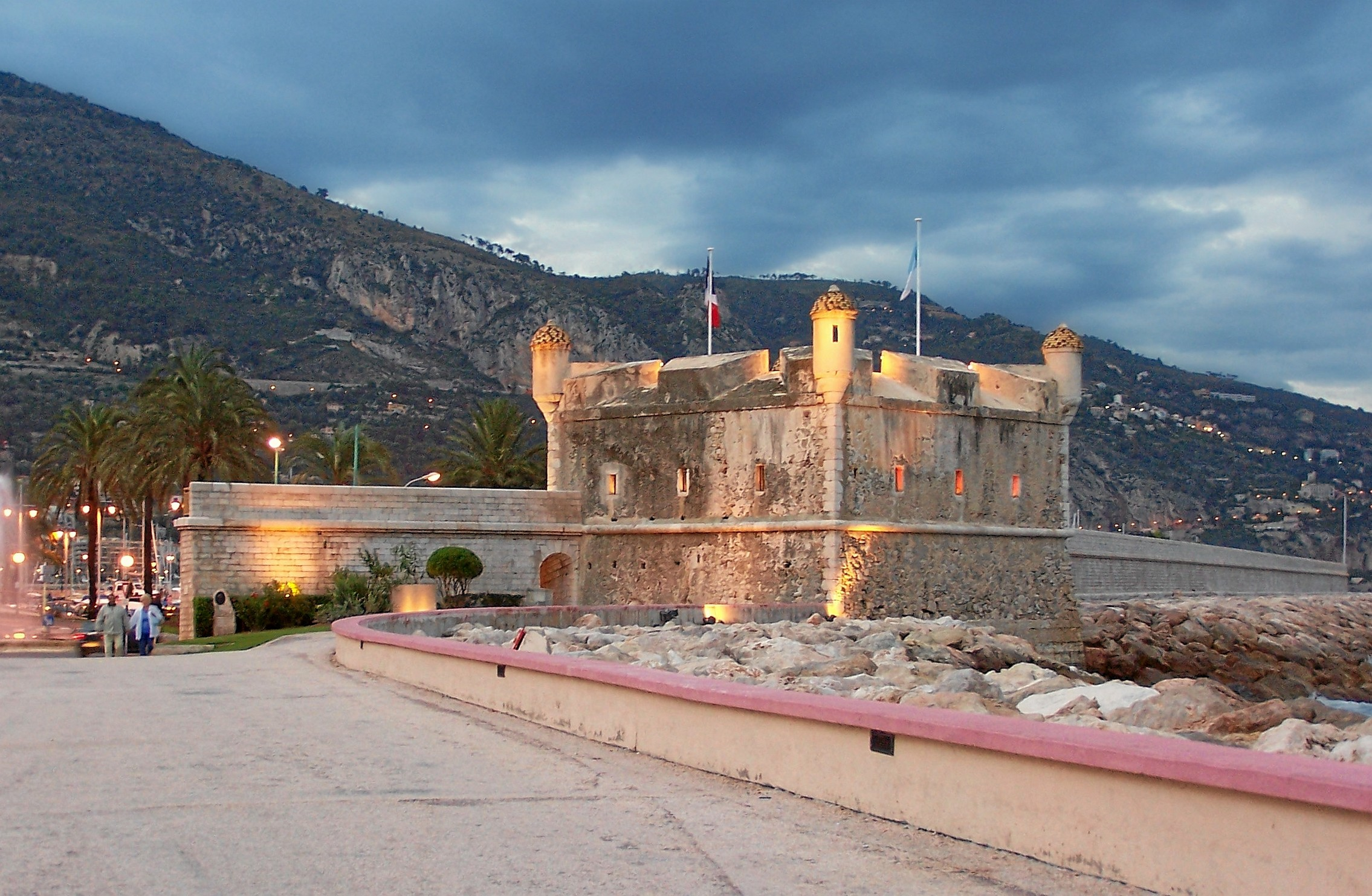
Bastion (Musée Jean Cocteau)

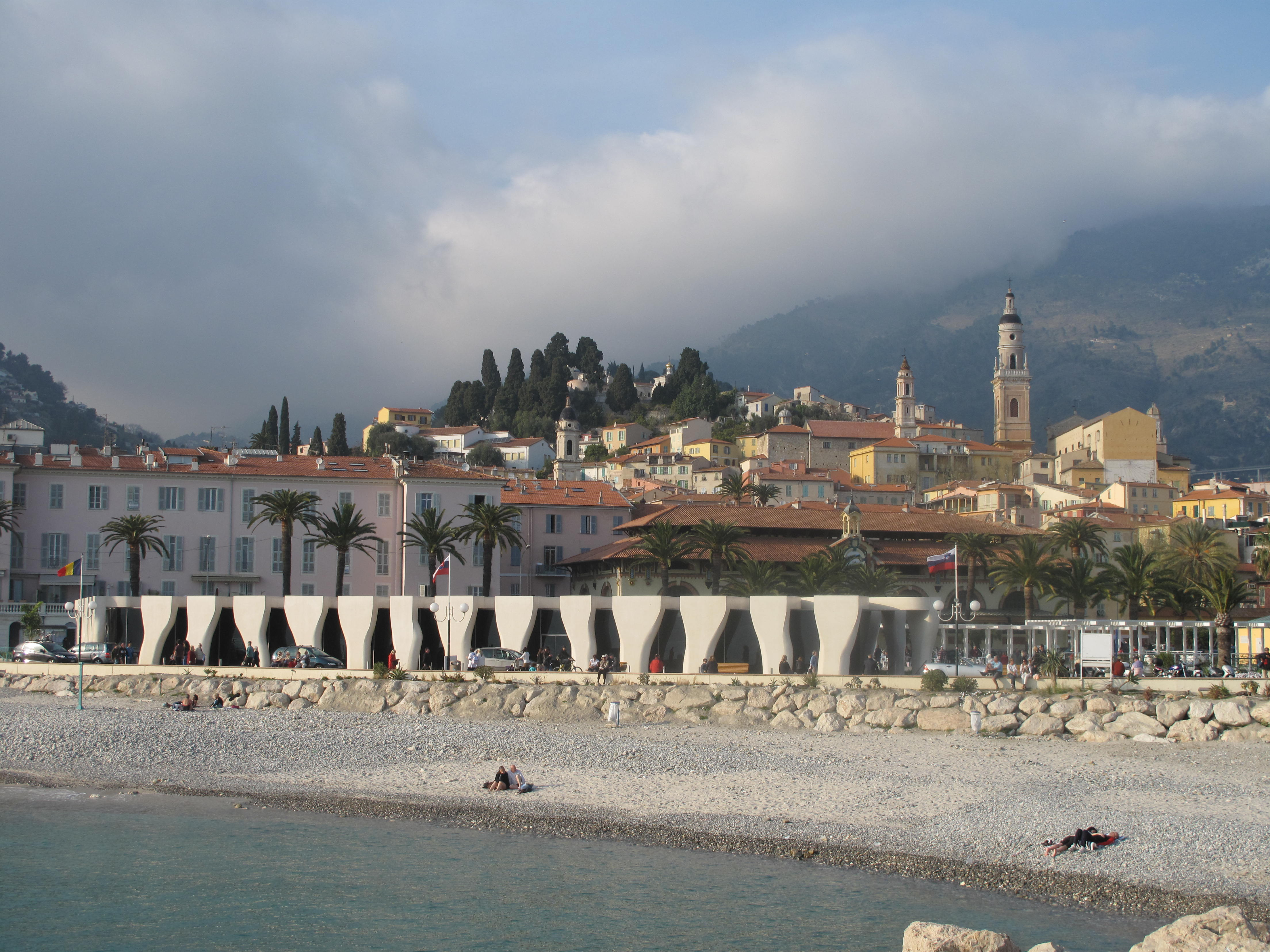
Das neu erbaute Cocteau-Museum unweit der Bastion in Menton

Trotz seiner Leistungen auf fast allen literarischen und künstlerischen Gebieten bestand Cocteau darauf, in erster Linie ein Dichter zu sein. Er nannte seine sämtlichen Werke Poesie. Eines seiner berühmten Zitate war der Spruch: „Gute Erziehung besteht darin, zu verbergen, wie sehr man sich selbst schätzt und wie wenig die anderen.“
Als einer der führenden Surrealisten hatte er großen Einfluss auf die Werke anderer, darunter auch einer Gruppe befreundeter Komponisten in Montparnasse, die sich Les Six nannten. André Breton, ebenfalls bedeutender Surrealist, bezeichnete Cocteau indes als „notorischen falschen Dichter, einen Versmacher, der alles, was er berührt, entwertet statt aufwertet“ (Breton, 1953).
Ein Cocteau gewidmetes Museum mit zahlreichen Werken als Schenkung des Sammlers Séverin Wunderman befindet sich seit 2011 im südfranzösischen Ort Menton, wo sich Cocteau seit 1955 regelmäßig aufhielt. Der Entwurf stammt von dem französischen Architekten Rudy Ricciotti. Es ergänzt das bereits seit 1966 bestehende Musée Jean Cocteau in der alten Bastion von Menton. Beide Museen stellen zusammen etwa 2000 Werke aus, rund die Hälfte kamen durch Wundermans Schenkung hinzu.
Das 1947 erworbene Landhaus von Cocteau in Milly-la-Forêt kann seit 2010 als Museum Maison Jean Cocteau besichtigt werden.

## Werke (Auswahl)
- 1968: Opium. Ein Tagebuch (Sonderreihe dtv Verlag)

### Lyrik
- 1909: Le Prince frivole
- 1909: La Lampe d’Aladin
- 1913: La Danse de Sophocle
- 1922: Vocabulaire
- 1925: Cri écrit
- 1926: L’Ange Heurtebise
- 1927: Opéra
- 1934: Mythologie
- 1939: Énigmes
- 1941: Allégories
- 1944: Léone
- 1946: La Crucifixion
- 1954: Clair-obscur
- 1958: Paraprosodies
- 1962: Le Requiem

### Prosa
- 1919: Le Potomak
- 1923: Le Grand Écart (Die große Kluft)
- 1923: Thomas l’imposteur (Thomas der Schwindler)
- 1928: Le Livre blanc (Das Weißbuch)
- 1929: Les Enfants terribles (Kinder der Nacht)
- 1940: La Fin du Potomak
- 2012: La Croisière aux émeraudes (posthum)

### Drama
- 1909: Le Dieu bleu (Ballett)
- 1917: Parade (Ballett), Musik von Erik Satie, Choreografie von Léonide Massine
- 1921: Les mariés de la Tour Eiffel
- 1922: Antigone
- 1924: Roméo et Juliette
- 1926: Orphée
- 1927: Le pauvre matelot, Opernlibretto, Musik von Darius Milhaud
- 1927: Oedipus Rex, Opernlibretto, Musik von Igor Strawinsky
- 1930: La voix humaine
- 1937: Œdipe-roi. Les Chevaliers de la Table ronde
- 1934: La Machine infernale
- 1938: Les Parents terribles
- 1940: Les Monstres sacrés
- 1941: La Machine à écrire
- 1943: Renaud et Armide. L’Épouse injustement soupçonnée
- 1944: L’Aigle à deux têtes
- 1953: Die Dame und das Einhorn (Ballett) Uraufführung, Theater am Gärtnerplatz in München[12]
- 1962: L’Impromptu du Palais-Royal

### Buchillustrationen
- Geneviève Laporte: Sous le manteau de feu, poèmes, illustriert von Jean Cocteau, Vorwort von Armand Lanoux. Éditions d’art J. Foret, Paris 1955
- Geneviève Laporte: Poèmes, illustriert von Pablo Picasso und Jean Cocteau. Éditions d’art J. Foret, Paris 1956

### Film

#### Drehbuch
- 1943: Le Baron fantôme – Dialoge, Film von Serge de Poligny
- 1943: Der ewige Bann (L’éternel retour) – Film von Jean Delannoy
- 1945: Die Damen vom Bois du Boulogne (Les Dames du Bois de Boulogne) – Film von Robert Bresson
- 1946: Es war einmal (La Belle et la Bête) – Film von Jean Cocteau
- 1948: Ruy Blas, der Geliebte der Königin (Ruy Blas) – nach Victor Hugo, Film von Pierre Billon
- 1948: Die schrecklichen Eltern (Les Parents terribles) – Film von Jean Cocteau
- 1950: Die schrecklichen Kinder (Les Enfants terribles) – Film von Jean-Pierre Melville
- 1951: La Couronne noire – Film von Luis Saslavsky
- 1954: Pantomimes – Dokumentarfilm von Paul Paviot
- 1957: Django Reinhardt – Dokumentarfilm von Paul Paviot
- 1961: Die Prinzessin von Cleve (La Princesse de Clèves) – nach dem gleichnamigen Roman von Marie-Madeleine de La Fayette, Film von Jean Delannoy
- 1965: Thomas, der Betrüger (Thomas l’imposteur) – nach seinem eigenen gleichnamigen Roman, Film von Georges Franju
- 1980: Das Geheimnis von Oberwald (Il mistero di Oberwald) – Film von Michelangelo Antonioni basierend auf L’Aigle à deux têtes

#### Regie
- 1925: Jean Cocteau fait du cinéma
- 1930: Das Blut eines Dichters (Le Sang d’un poète)
- 1933: Der Zauberlehrling
- 1946: Es war einmal (La Belle et la Bête)
- 1948: Der Doppeladler (L’Aigle à deux têtes)
- 1948: Die schrecklichen Eltern (Les Parents terribles)
- 1949: Orpheus (Orphée)
- 1950: Coriolan
- 1952: La Villa Santo-Sospir[13]
- 1955: L’Amour sous l’électrode
- 1957: 8 × 8: A Chess Sonata in 8 Movements[14] – Regie mit Hans Richter und Marcel Duchamp
- 1960: Das Testament des Orpheus (Le Testament d’Orphée)
- 1960: Voyage au pays de l’Insolite
- 1962: Jean Cocteau s’adresse à l’an 2000